# گدازپذیری
گدازپذیری (انگلیسی: Fusibility) یک ماده به سهولت ذوب شدن مواد با هم یا به دما یا مقدار حرارت مورد نیاز برای ذوب یک ماده اشاره دارد. موادی مانند لحیم به نقطه ذوب نسبتاً پایینی نیاز دارند، به طوری که وقتی گرما به یک نقطه اتصال وارد می‌شود، لحیم پیش از ذوب شدن مواد لحیم‌کاری‌شده ذوب می‌شود، یعنی آن بالا است. از سوی دیگر، آجرهای نسوز مورد استفاده برای پوشش کوره فقط در دمای بسیار بالا ذوب می‌شوند (و سپس جمع می‌شوند، یا تجزیه می‌شوند، یا مستعد شکستگی می‌شوند) و بنابراین گدازپذیری پایینی دارند. معمولاً مواد نسوز یا دیرگداز اغلب گدازپذیری کمی دارند.

## روش‌های علمی
دو روش برای یافتن گدازپذیری ترکیبات یا مواد خاص وجود دارد:

### تست گرما
رایج‌ترین آزمایشی که برای تعیین گدازپذیری استفاده می‌شود، اتصال دو قطعه با منبع حرارت متغیر، افزایش دما یا توان مورد استفاده در مراحل و آزمایش استحکام پیوند برای هر مرحله است. اگر پس از اتصال، هیچ مرحله‌ای با استحکام باند خوب وجود نداشته باشد، گفته می‌شود که گدازپذیری آن ماده یا ترکیب کم است.

## تست گدازپذیری خاکستر
در چارچوب تحلیل زغال‌سنگ، اغلب مقادیر گدازپذیری خاکستر باقیمانده خاکستر زغال‌سنگ مشخص می‌شود. مقادیر با استفاده از روش تجربی بر اساس تغییرات هندسی پس از حرارت دادن در دمای مربوط نسبت به نمونه خاکستر مخروطی تعیین می‌شوند. گدازپذیری خاکستر مورد توجه است، زیرا تقریباً خواص کلینکری را نشان می‌دهد که در هنگام سوزاندن تولید می‌شود.